# Tanypleurus alcicornis
Tanypleurus alcicornis är en kräftdjursart som beskrevs av Japetus Steenstrup och Christian Frederik Lütken 1861. Tanypleurus alcicornis ingår i släktet Tanypleurus och familjen Tanypleuridae. Inga underarter finns listade i Catalogue of Life.